# Kawasaki Ki-89
Kawasaki Ki-89 (яп. キ89) — проєкт легкого одномоторного бомбардувальника для Імперської армії Японії періоду Другої світової війни. Початковий проєкт, виданий в 1943 році компанії Kawasaki, передбачав створення швидкого пікіруючого бомбардувальника, для чого він мав оснащуватися двигуном Mitsubishi Ha-214 потужністю 2400 к.с. з водним охолодженням. Проте проєкт скасували до того, як будь-яка частина літака була відтворена з металу. Можливо, напрацювання за проєктом пізніше були використані під час дизайну бомбардувальника Kawasaki Ki-119.